# Zasłonak ziarnisty

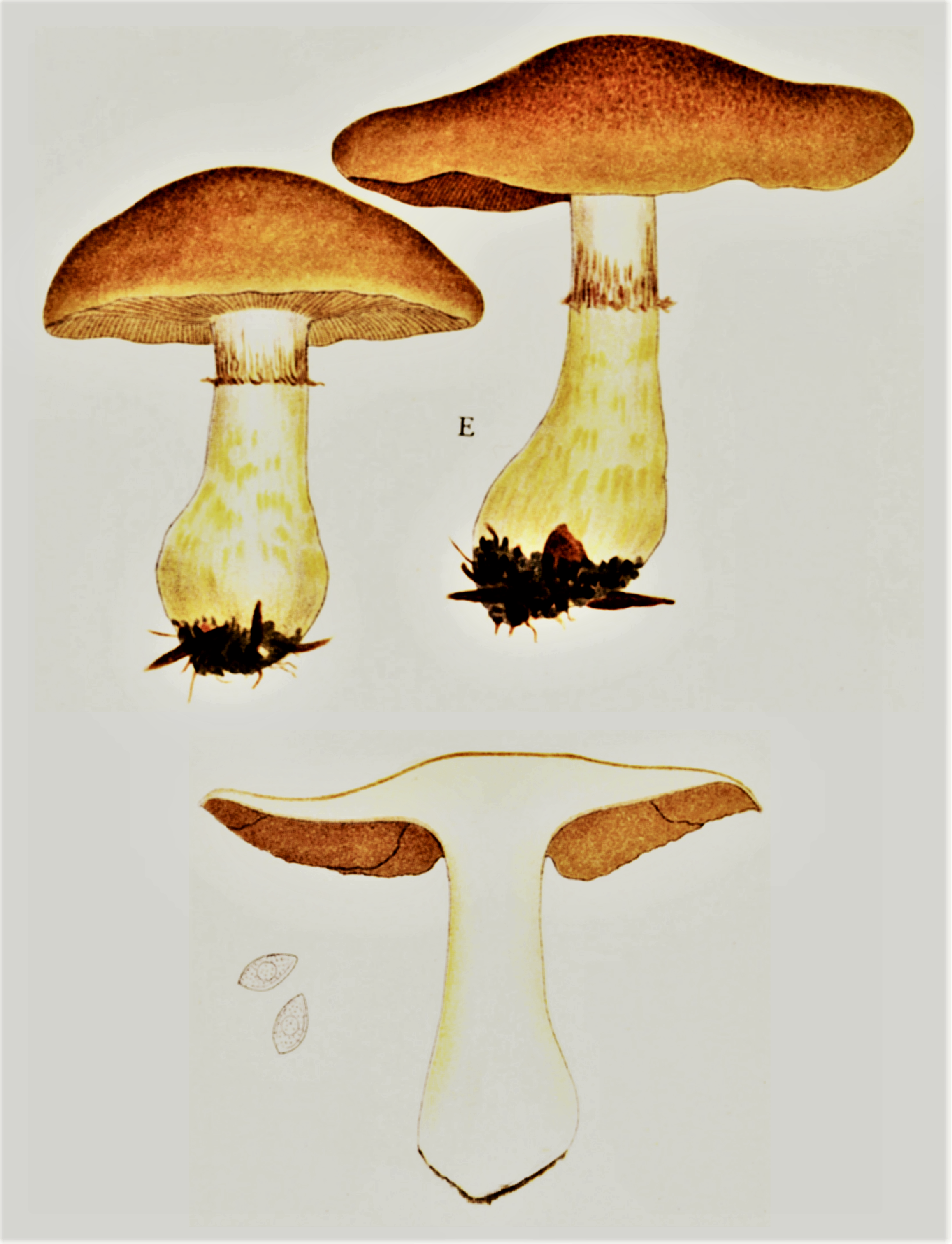

Zasłonak ziarnisty (Cortinarius olidus J.E. Lange) – gatunek grzybów należący do rodziny zasłonakowatych (Cortinariaceae).

## Systematyka i nazewnictwo
Pozycja w klasyfikacji według Index Fungorum: Cortinarius, Cortinariaceae, Agaricales, Agaricomycetidae, Agaricomycetes, Agaricomycotina, Basidiomycota, Fungi.
Po raz pierwszy opisał go Jakob Emanuel Lange w 1940 r. Synonimy:
- Cortinarius olidus J.E. Lange 1935
- Cortinarius olidus var. camptophyllus Rob. Henry & Ramm 1989
- Cortinarius olidus var. caput-megaerae Bidaud, Moënne-Locc. & Reumaux 2000
- Cortinarius olidus var. roseophyllus Palazón, Cadiñanos, Pöder & Cors. Gut. 2009
- Phlegmacium olidum (J.E. Lange) M.M. Moser 1953

Polską nazwę podał Andrzej Nespiak w 1975 r.

## Morfologia
Kapelusz
Średnica 4–9 cm, początkowo półkulisty, potem łukowaty, w końcu płasko rozpostarty, bez garba. Brzeg długo podwinięty, gładki, u młodych owocników połączony z trzonem białą zasnówką. Powierzchnia włóknista lub pokryta drobnymi, przylegającymi łuseczkami, czasami delikatnie łuskowata, zwłaszcza na środku. W stanie wilgotnym jest lepki i błyszczący, w stanie suchym jedwabiście błyszczący. Barwa ochrowożółta do ochrowobrązowej, czasami z oliwkowym lub czerwonawobrązowym odcieniem.
Blaszki
Szeroko przyrośnięte, początkowo kremowe, potem od zarodników ochrowobrązowe do brudnordzawobrązowych.
Trzon
Wysokość 4–9 cm, grubość 1–1,7 cm, wrzecionowaty lub pałkowaty, pełny. W młodych owocnikach jest pokryty białą zasnówką, w dojrzałych górą białawy, dołem ochrowy.
Miąższ
Biały, Zapach i smak trawiasty.

## Występowanie i siedlisko
Znane jest występowanie Cortinatius olidus w większości krajów Europy i na jednym stanowisku w zachodniej części Ameryki Północnej. Do 2003 r. znane było tylko jedno jego stanowisko w Polsce. Podał je Stanisław Domański w 1960 r. w Bieszczadzkim Parku Narodowym. Władysław Wojewoda, który przytoczył to stanowisko dodaje uwagę, że rozprzestrzenienie i stopień zagrożenia tego gatunku w Polsce nie są znane. Na Słowacji nie jest rzadki.
Naziemny grzyb mykoryzowy. Występuje w lasach liściastych i mieszanych.